# Dirk Frimout
Dirk Dries David Damiaan burggraaf Frimout (Poperinge, 21 maart 1941) is een Belgische ruimtevaarder. Hij werd in 1992 de eerste Belg in de ruimte.

## Biografie

### Opleiding en activiteiten
Frimout studeerde in 1963 af als ingenieur elektronica en haalde in 1970 een doctoraat in toegepaste fysica aan de universiteit van Gent. In 1972 haalde hij een postdoctoraat in het laboratorium van atmosferische en ruimtelijke fysica aan de universiteit van Colorado. Hij sloot zijn opleiding af als burgerlijk elektrotechnisch ingenieur en promoveerde tot doctor in de toegepaste wetenschappen. Tot 1978 werkte hij in het Belgisch Instituut voor Ruimte-aeronomie.

## Ruimtevaarder
Zijn carrière als ruimtevaarder begon toen hij in 1977 zijn kandidatuur voorlegde. Van 1978 tot 1984 was hij coördinator van de bemanning voor Spacelab-1 in het European Space Agency (ESA). Daarna was hij tot 1989 werkzaam in de Microgravity-afdeling van ESTEC experimenten met EURECA en Spacelab-1.
In 1992 werd hij de eerste Belgische ruimtevaarder tijdens Spaceshuttlemissie STS-45. Frimout is de enige Belg die ooit meegevlogen heeft met een spaceshuttle. Van 24 maart tot 2 april draaide hij, samen met zes andere astronauten, met Spaceshuttle Atlantis 143 keer om de aarde. Tijdens de missie werd onderzoek gedaan naar onder meer de atmosfeer van de aarde, zonnestraling en UV-straling. Een groot deel van de wetenschappelijke instrumenten aan boord waren Belgisch. Markant was het telefoontje dat prins Filip pleegde vanuit het NASA controlecentrum naar Frimout in de ruimte met de woorden: "Dirk, u kunt mij Filip noemen, want ik denk dat er in de ruimte absoluut geen protocol is". De volledige vlucht duurde exact 8 dagen, 22 uur, 9 minuten en 28 seconden. Op 24 mei 1992 bij zijn terugkeer uit Amerika werd Frimout als een volksheld verwelkomd in zijn geboortestad Poperinge. Datzelfde jaar werd hij aan de universiteit van Gent met een eredoctoraat onderscheiden.
Later ontving hij de graad van Grootofficier in de Leopoldsorde en tevens de titel van burggraaf.
Tussen 1993 en 1998 werkte hij bij Belgacom, een Belgisch telecommunicatiebedrijf.
In 1994 werd hij voorzitter van de Euro Space Foundation, een stichting opgericht ter bevordering van wetenschappelijk-technische studies bij de jeugd.
In juli 1998 tekende hij een contract met de stichting Flanders Language Valley. Hij stond aan het hoofd van FLV Education als verantwoordelijke voor permanente vorming.
In 2002 verbleef de Belg Frank De Winne ruim acht dagen aan boord van het internationaal ruimtestation ISS. Met die ruimtevlucht werd De Winne de tweede Belgische astronaut en de eerste Belg aan boord van het ISS.

## Als personage in strips
- Het personage Frimout speelt een belangrijke rol in het Suske en Wiskealbum De stervende ster (1992-1993). (Hij dringt via de schoorsteen in professor Barabas' huis binnen. De twee blijken samen op de universiteit te hebben gezeten. Frimout maakte er toen "kartonnen raketjes" en samen probeerden ze de professor ballistiek "in een baan om de aarde te lanceren." Frimout merkt lachend op: "Ja, haha! Jammer dat het plafond in de weg zat." Barabas vraagt vervolgens aan Frimout of hij in buitenaards leven gelooft, waarop Frimout voorzichtig bevestigend antwoordt. Barabas stelt hem hierop voor aan het buitenaardse wezen Klomo. Klomo vertelt in trance allerlei intieme details over Frimouts privéleven. Later in het album zet Frimout een ruimtevlucht op touw die Suske, Wiske en co naar een ander zonnestelsel laten reizen.)

- In het Neroalbum "Doe de Petoe" (1994) (strook 52) heeft Frimout een cameo als dokter die Petoetjes haar onderzoekt.